# Nissan Skyline
Nissan Skyline és una marca d'automòbil produïda originalment per Prince Motor Company a partir de 1957, i després per Nissan després de la fusió de les dues companyies el 1967. Després de la fusió, l'Skyline i el seu homòleg més gran, el Nissan Gloria, es van vendre al Japó a les vendes dels concessionaris, canals anomenats Nissan Prince Shop.
El primer Skyline va ser presentat el 24 d'abril de 1957 al Teatre Takarazuka de Hibiya, Tòquio, per Fuji Precision Industries, que el va comercialitzar com un cotxe de luxe. El mateix any, va fer la seva aparició al Saló de l'Automòbil de París, marcant la primera presentació d'un cotxe japonès a sòl europeu.